# Mont Tabwemasana
Le mont Tabwemasana est le point culminant de l'île d'Espiritu Santo et des îles du Vanuatu, avec 1 875 mètres d'altitude.
Tabwemasana signifie étymologiquement « montagne à deux sommets » ou « montagne fourchue », de tabwe ou tawa qui signifie « montagne », et masana qui signifie litteralement « fourchue », dans les langues de l'intérieur, du littoral de la baie Saint Jacques et Saint Philippes (Big Bay) ainsi que des littoraux sud, ouest, et nord-est de l'île. En effet, le mont Tabwemasana se divise en deux sommets, qui auraient à une époque formé un seul sommet mais qui, par l'action de l'érosion, se serait scindé en deux. Les deux sommets sont respectivement appelés « mont mâle » et « mont femelle ». Selon les croyances locales, les deux monts se rejoindraient la nuit pour s'embrasser.
Le Tabwemasana est l'un des sommets de la chaîne qui longe la partie ouest de l'île, du cap Cumberland, à l'extrême nord ouest, jusqu'au cap Lisbone au sud ouest.